# The Rawhide Years
The Rawhide Years is een Amerikaanse western uit 1955 onder regie van Rudolph Maté. Destijds werd de film in Nederland uitgebracht onder de titel Duivels spel.

## Verhaal
Ben Matthews is een gokker op een rivierboot. Hij wil zijn oude leventje opgeven en zich met zijn vriendin Zoe Fontaine vestigen in de stad Galena. Op de boot werd er echter een prominente burger van Galena vermoord en bij zijn aankomst in de stad moet Ben meteen de benen nemen, omdat een woedende volksmenigte hem ter dood wil brengen.

## Rolverdeling
| Acteur           | Personage        |
| ---------------- | ---------------- |
| Tony Curtis      | Ben Matthews     |
| Colleen Miller   | Zoe Fontaine     |
| Arthur Kennedy   | Rick Harper      |
| William Demarest | Brand Comfort    |
| William Gargan   | Sheriff Sommers  |
| Peter van Eyck   | Andre Boucher    |
| Minor Watson     | Matt Comfort     |
| Donald Randolph  | Carrico          |
| Robert J. Wilke  | Neal             |
| Trevor Bardette  | Kapitein         |
| James Anderson   | Hulpsheriff Wade |
| Robert Foulk     | Mate             |
| Chubby Johnson   | Gif Lessing      |
| Leigh Snowden    | Vanilla Bissell  |
| Don Beddoe       | Frank Porter     |